# Gruberjevo nabrežje, Ljubljana
Gruberjevo nabrežje je ena izmed ulic v Ljubljani, ki poteka ob nabrežju Ljubljanice.

## Zgodovina
Leta 1903 so cesto ob Grubarjevemu prekopu, med Karlovško cesto in Prulami, poimenovali Gruberjevo nabrežje,

## Urbanizem
Nabrežje poteka od Za gradom in do Prul.
Na ulico se povezujejo: Karlovška cesta, Prijateljeva, Prule in Privoz.